# Asparagus bequaertii
Asparagus bequaertii — вид рослин із родини холодкових (Asparagaceae).

## Біоморфологічна характеристика
Рослина з прямовисними гіллястими голими гілками ≈ 20 см завдовжки, із загнутими шипами.

## Середовище проживання
Ареал: Заїр.